# Coelotes albimontanus
Coelotes albimontanus là một loài nhện trong họ Amaurobiidae.
Loài này thuộc chi Coelotes. Coelotes albimontanus được miêu tả năm 2009 bởi Nishikawa.